# 周麟元
周麟元（?—?），字绣绂、号芷田。山东金乡县人，清朝翰林。

## 生平
乾隆五十八年（1793年），周麟元中式癸丑科殿试三甲第十一名，赐同进士出身，朝考钦点翰林院庶吉士。未散馆。